# Ludwig Fessler (Schiff, 1926)
Das Schaufelradmotorschiff Ludwig Fessler ist ein Schiff der Chiemsee-Schifffahrt, genauer der Chiemsee-Schifffahrt Ludwig Feßler KG, einem privaten Unternehmen mit Sitz in Prien am Chiemsee, das die Fahrgastschifffahrt auf dem Chiemsee betreibt.

## Geschichte
Ab 1887 setzte die Chiemsee-Schifffahrt den Raddampfer Luitpold für bis zu 500 Passagiere ein, der bis 1969 im Einsatz blieb.
Der 1926 gebaute ehemalige Schaufelraddampfer Ludwig Fessler wurde von der Regensburger Werft Theodor Hitzler gefertigt und in der Prien final zusammengebaut. Im September 1926 wurde der bis dahin größte Chiemseedampfer in Stock vom Stapel gelassen. Der Dampfkessel und die Maschine stammte von J. A. Maffei in München. Das Schiff, das seit 1927 im Linienbetrieb war, wurde 1973 auf dieselelektrischen Antrieb umgebaut und 1995 renoviert.
Es ist als Radmotorschiff im Einsatz und bedient in der Regel im Linienverkehr die Verbindung Prien – Herreninsel – Fraueninsel – Gstadt. 2020 setzte die Ludwig Fessler Bundeskanzlerin Angela Merkel zu einer Sitzung des bayerischen Kabinetts in der Kulisse des Schlosses Herrenchiemsee über.

## Antrieb
Die Ludwig Fessler wird heute von zwei MAN-Dieselmotoren mit je 279 kW angetrieben, die auf zwei Schaufelräder wirken. Die originale Dampfmaschine der Ludwig Fessler von Maffei mit der Nr. 576, die letzte Schiffsdampfmaschine von Maffei, wurde nach verschiedenen Eigentümerwechseln 2004 vom Schweizer Verein Trivapor erworben und steht seit Ende 2013 auf dem restaurierten Raddampfer Neuchâtel auf dem Neuenburgersee wieder in Betrieb.